# Red Bull Arena (Leipzig)
Red Bull Arena (phát âm tiếng Đức: [ʁɛt ˈbʊl ʔaˌʁeːnaː]), trước đây có tên gọi là Sân vận động Trung tâm (tiếng Đức: Zentralstadion, [tsɛnˈtʁaːlˌʃtaːdi̯ɔn]), là một cơ sở bóng đá nằm ở Leipzig, Sachsen, Đức. Đây là sân vận động bóng đá lớn nhất ở Đông Đức cũ và cũng là nơi tổ chức các trận đấu bóng đá cũng như các buổi hòa nhạc.
Được khánh thành vào năm 2004, sân hiện là sân nhà của câu lạc bộ hạng nhất RB Leipzig, với FC Sachsen Leipzig trước đó đã sử dụng sân vận động này từ khi khai trương cho đến năm 2009. Do các quy định tài trợ của UEFA, sân vận động này được gọi là RB Arena cho các trận đấu châu Âu.

## Bối cảnh
Năm 1956, Sân vận động Trung tâm đầu tiên được khai trương, vào thời điểm đó sân là một trong những sân vận động lớn nhất ở châu Âu với sức chứa 100.000 khán giả. Nhiều đội bóng Leipzig đã sử dụng địa điểm này làm sân nhà, bao gồm VfB Leipzig (tiền thân của 1. FC Lokomotive Leipzig) ở nhiều thời điểm khác nhau trong thế kỷ 20 (bao gồm các trận đấu quy mô lớn ở châu Âu trong những năm 1970 và bóng đá trong nước vào những năm 1990). Tuy nhiên, qua nhiều năm sân không còn được sử dụng và thành phố tốn quá nhiều chi phí để bảo trì. Năm 1997, thành phố Leipzig quyết định xây dựng một sân vận động mới bên trong sân vận động cũ, một sân vận động hiện đại chỉ dành cho bóng đá. Việc xây dựng sân vận động mới diễn ra từ tháng 12 năm 2000 đến tháng 3 năm 2004. Một nỗ lực tương tự là xây dựng một sân vận động mới trong phạm vi giới hạn bên ngoài của một sân vận động lịch sử đã được hoàn thành tại Soldier Field của Chicago, nơi tương tự đã xây dựng một sân vận động hiện đại trong khi vẫn giữ được vẻ bên ngoài của nguyên bản kết cấu.

## Lịch sử
Sân vận động Trung tâm là sân vận động duy nhất ở Đông Đức cũ tổ chức các trận đấu tại Giải vô địch bóng đá thế giới 2006. Sân đã tổ chức bốn trận đấu vòng bảng và một trận vòng 16 đội tại giải đấu. Một năm trước, đây cũng là một trong những địa điểm tổ chức Cúp Liên đoàn các châu lục 2005 và đã tổ chức ba trận đấu của giải đấu, bao gồm cả trận tranh hạng ba. Từ năm 2005 đến 2007, Sân vận động Trung tâm là nơi tổ chức trận chung kết Cúp Liên đoàn Đức.
FC Sachsen Leipzig thường xuyên sử dụng sân vận động này làm sân nhà từ năm 2004 đến năm 2007, tuy nhiên họ đã chuyển về sân nhà truyền thống của mình, Alfred-Kunze-Sportpark vào đầu mùa giải 2008-09.
Vào tháng 7 năm 2009, nhà sản xuất nước tăng lực Red Bull đã tiếp quản giấy phép của SSV Markranstädt và đổi tên đội thành RasenBallsport Leipzig, gọi tắt là RB Leipzig. Ngay từ đầu, đội bóng mới đã vạch ra mong muốn của họ để chuyển đến Sân vận động Trung tâm không có người thuê và đổi tên sân thành "Red Bull Arena". Quyền đặt tên đã được cấp vào ngày 25 tháng 3 năm 2010 và sân vận động sẽ được đặt tên như vậy trong thời gian tối thiểu là 10 năm kể từ ngày 1 tháng 7 năm 2010. Chi phí thuê sân vận động sẽ tăng theo trình độ bóng đá RasenBallsport Leipzig đạt được. Đội bóng đã cam kết nâng cấp chỗ ngồi, lắp đặt các bảng quảng cáo video và thực hiện các thay đổi đối với các hộp và khu vực VIP.
Trong mùa giải 2010-11, Hallescher FC đã chơi từ ba đến năm trận tại Sân vận động Trung tâm do Sân vận động Kurt Wabbel của chính họ đang được cải tạo.
Năm 2014, sân vận động này được xếp hạng thứ 17 trên toàn quốc dựa trên lượng khán giả, độ an toàn và số lượng các sự kiện.

### Mở rộng trong tương lai
Vào tháng 10 năm 2015, việc mở rộng Red Bull Arena đã trở lại trong chương trình nghị sự. Các kế hoạch mới đã được thực hiện để mở rộng sân vận động lên 57.000 chỗ ngồi, với sự tham gia của kiến trúc sư người Viên Albert Wimmer. Việc tái thiết có thể bắt đầu vào kỳ nghỉ hè năm 2016. Vào tháng 1 năm 2016, câu lạc bộ quyết định tạm hoãn kế hoạch, ít nhất là cho đến năm 2017.
Vào tháng 12 năm 2016, RB Leipzig đã đề xuất rằng sân vận động sẽ được bán từ chủ sở hữu cũ Michael Kölmel cho câu lạc bộ để tiếp tục các kế hoạch từ chương trình nghị sự năm 2015. Do việc chuyển đấu trường sang quyền sở hữu của Red Bull, một sân vận động mới đã không còn khả thi. Sân vận động sẽ mở rộng với tổng số 53.840 chỗ ngồi vào mùa hè năm 2021, bắt đầu từ tháng 11 năm 2018, khi công trình xây dựng sẽ bắt đầu.

## Cơ sở vật chất

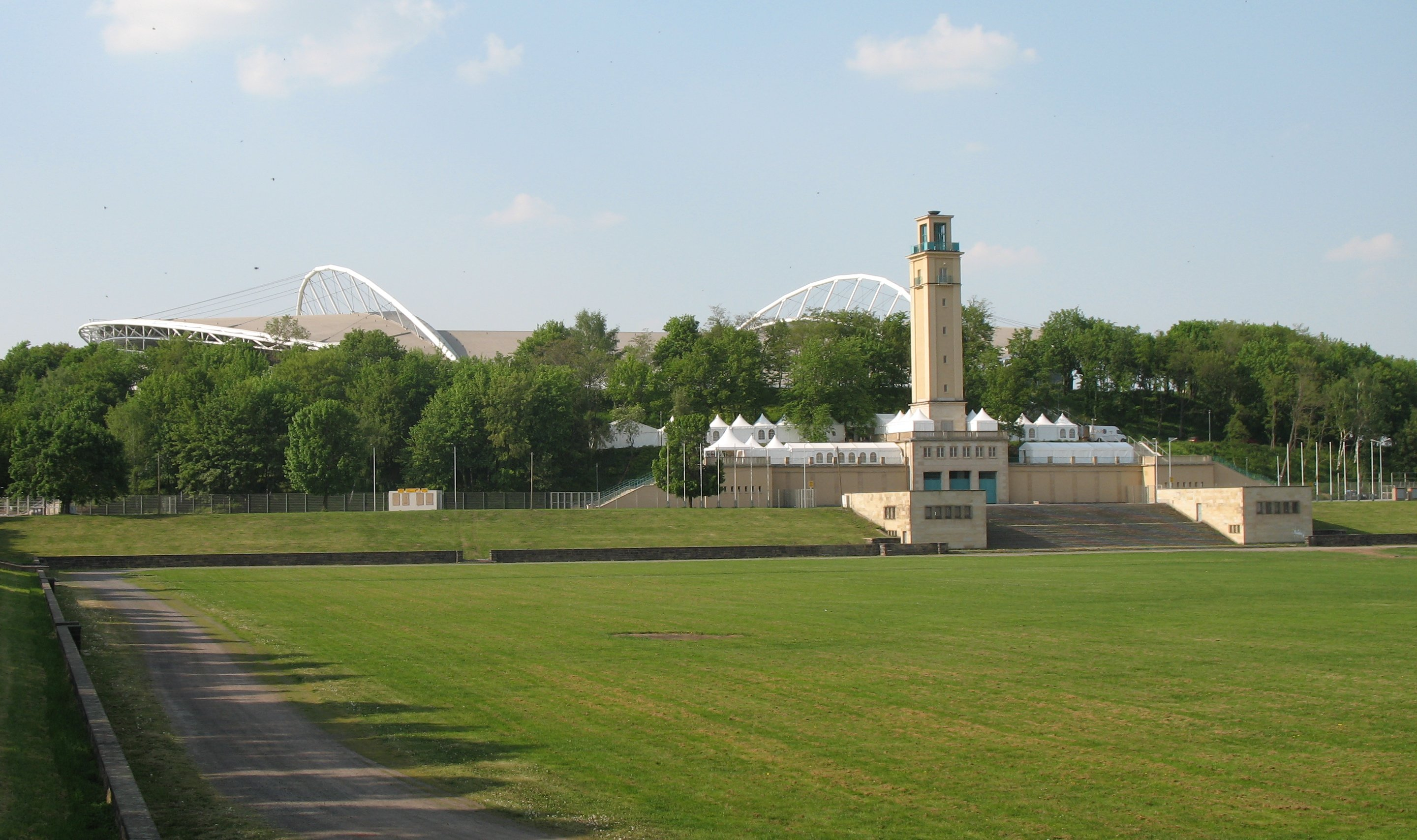
Red Bull Arena với Khu tổ chức lễ hội

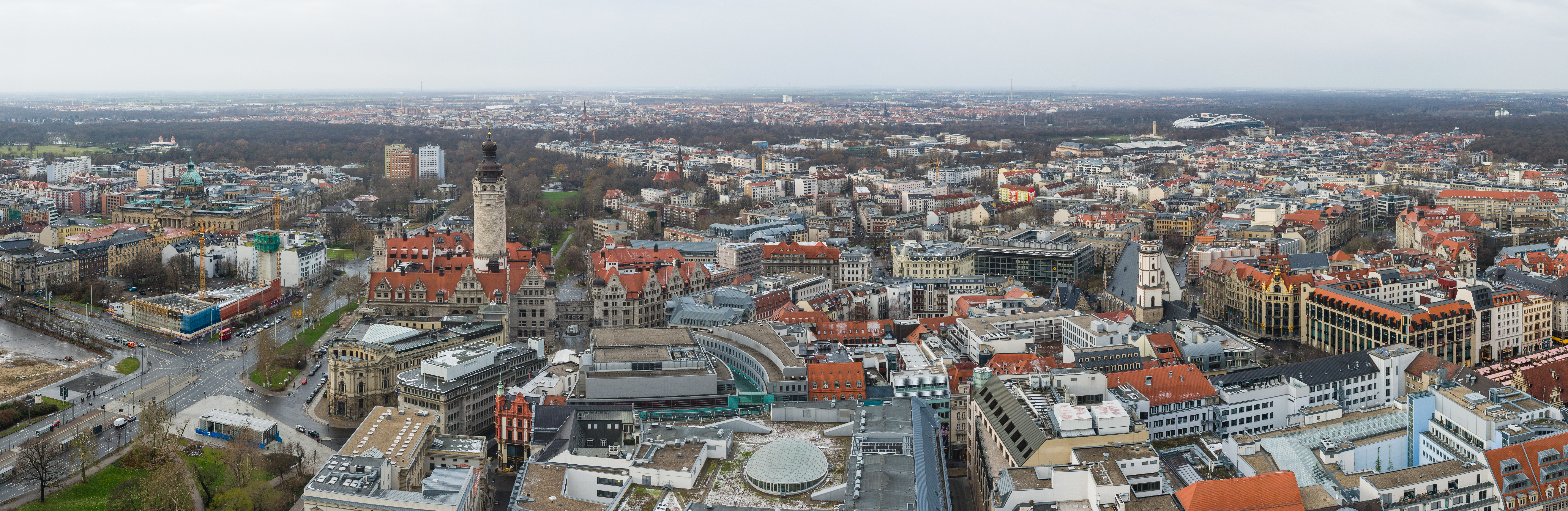
Trung tâm thành phố Leipzig với Red Bull Arena ở bên phải

Có những cây cầu được xây dựng trên sân vận động cũ để kết nối với sân vận động mới. Mái che có thiết kế đèn pha tích hợp và được thiết kế để mang lại khả năng cách âm vượt trội. Diện tích sân cỏ là 120 x 80 m, diện tích sân đấu thực tế là 105 x 68 m. Nó đã được tích hợp vào khu vực xung quanh sân vận động bởi một số lượng lớn cây xanh và các loại cây cỏ khác.

## Kích thước bên ngoài
- Bắc tới Nam: 230 m
- Đông sang Tây: 210 m
- Chiều cao đến mái che: 46,5 m
- Diện tích mái che: 28.100 m²
- Tọa độ bản đồ: 51° 20' 44" B; 12° 20' 54" Đ

## Giải vô địch bóng đá thế giới 2006
Sân vận động này là một trong những địa điểm tổ chức Giải vô địch bóng đá thế giới 2006, sân duy nhất nằm trên lãnh thổ Đông Đức cũ.
Các trận đấu sau đây đã được diễn ra tại sân vận động trong World Cup 2006:
| Ngày                | Thời gian (CEST) | Đội #1               | Kết quả      | Đội #2   | Vòng        | Khán giả |
| ------------------- | ---------------- | -------------------- | ------------ | -------- | ----------- | -------- |
| 11 tháng 6 năm 2006 | 15:00            | Serbia và Montenegro | 0–1          | Hà Lan   | Bảng C      | 43.000   |
| 14 tháng 6 năm 2006 | 15:00            | Tây Ban Nha          | 4–0          | Ukraina  | Bảng H      | 43.000   |
| 18 tháng 6 năm 2006 | 21:00            | Pháp                 | 1–1          | Hàn Quốc | Bảng G      | 43.000   |
| 21 tháng 6 năm 2006 | 16:00            | Iran                 | 1–1          | Angola   | Bảng D      | 38.000   |
| 24 tháng 6 năm 2006 | 21:00            | Argentina            | 2–1 (s.h.p.) | México   | Vòng 16 đội | 43.000   |

## Giải vô địch bóng đá châu Âu 2024
Sân vận động này là một trong những địa điểm tổ chức Giải vô địch bóng đá châu Âu 2024, sân vận động duy nhất nằm ở miền đông nước Đức.
Các trận đấu sau đây được diễn ra tại sân vận động trong suốt giải đấu:
| Ngày                | Thời gian (CEST) | Đội #1     | Kết quả | Đội #2       | Vòng        | Khán giả |
| ------------------- | ---------------- | ---------- | ------- | ------------ | ----------- | -------- |
| 18 tháng 6 năm 2024 | 21:00            | Bồ Đào Nha | 2–1     | Cộng hòa Séc | Bảng F      | 38.421   |
| 21 tháng 6 năm 2024 | 21:00            | Hà Lan     | 0–0     | Pháp         | Bảng D      | 38.531   |
| 24 tháng 6 năm 2024 | 21:00            | Croatia    | 1–1     | Ý            | Bảng B      | 38.322   |
| 2 tháng 7 năm 2024  | 21:00            | Áo         | 1–2     | Thổ Nhĩ Kỳ   | Vòng 16 đội | 38.305   |

## Các hoạt động khác
Đấu trường thường xuyên được sử dụng làm nơi tổ chức buổi hòa nhạc. Tina Turner (2000), Paul McCartney (2004), Herbert Grönemeyer (2007, 2011), Genesis (2007), Bon Jovi (2008), Depeche Mode (2009, 2013), AC/DC (2009, 2016), Mario Barth (2011), Coldplay (2012, 2017), Bruce Springsteen & The E Street Band (2013), và Helene Fischer (2015, 2018) đều đã biểu diễn tại địa điểm này.